# Сороноков, Валерий Владимирович
Валерий Владимирович Сороноков (17 марта 1985 года, Ябоган, Усть-Канский район, Горно-Алтайская автономная область, РСФСР, СССР) — российский самбист, чемпион и призёр чемпионатов России, чемпион Европы, призёр чемпионатов мира, обладатель Кубка мира, Заслуженный мастер спорта России. Выступал в легчайшей весовой категории (до 52 кг).

## Спортивные результаты
- Чемпионат России по самбо 2008 года — ;
- Чемпионат России по самбо 2010 года — ;
- Чемпионат России по самбо 2011 года — ;
- Чемпионат России по самбо 2012 года — ;
- Чемпионат России по самбо 2013 года — ;
- Чемпионат России по самбо 2014 года — ;
- Чемпионат России по самбо 2015 года — ;
- Чемпионат России по самбо 2016 года — ;
- Чемпионат России по самбо 2017 года — .
- Чемпионат России по самбо 2020 года — ;